# TV Cerro Corá
A TV Cerro Corá é uma emissora de televisão paraguaia instalada na cidade de Assunção, capital do Paraguai. A emissora é sintonizada no canal 20 UHF. A emissora gera a programação do Sistema Nacional de Televisión para todo o país, em respectivas repetidoras. É a primeira emissora de televisão a entrar no Paraguai.

## História

### O Começo
Em 29 de setembro de 1965, o Canal 9 TV Cerro Corá, de Assunção, Paraguai, inicia as transmissões oficiais, logo de sucessivas etapas de testes. O primeiro programa se chamou "La Inauguración" ("A Inauguração", em espanhol). A primeira transmissão oficial ocorreu às 19 horas e esteve relatada com a voz (e a imagem) do locutor Ricardo Sanabria, que desta maneira se tornou o primeiro locutor cuja voz se escutou em poucos aparelhos de televisão existentes.
A antena se encontrava na azotea do edifício do "Instituto de Previsión Social", o IPS, na esquina de Pettirossi e Constitución. No último piso estava o transmissor e o estúdio no 7º piso. Engenheiros estadunidenses formaram o pessoal paraguaio.
Séries estrangeiras ocupavam a programação emitida em horas noturnas: “Bat Masterson”, “Os Acuanautas”, “Lassie” e “Os Flintstones”.
Logo veriam os programas nacionais e os primeiros ídolos da televisão paraguaia: Charles González Paliza, Edith Victoria e a irmã Dorita Rudis, Carmen Maida, Felicita Matosh e Sarita Rivas Crovato.
Foram os famosos “El Show de Jacinto Herrera”; e “Jueves de Gala” com Mercedes Jané e Mario Prono.
As primeiras notícias da televisão paraguaia foram: “Sucesos Paraguayos”, produzido por Prisciliano Sandoval, e “Paraguay al Día” de Alfredo Lacasa Arellano, que foi o pioneiro e uns dos pais da televissão paraguaia.
Começa a transmitir pelo canal 20 UHF na tv digital em SDTV.

### Primeira notícia
Trabalharam Héctor Velázquez e Susana Ibáñez Rojas. Era realizado e produzido por Alfredo Lacasa Arellano. Algumas notícias foram filmadas em película muda de 16 mm, em preto-e-branco; e se relataram sobre as imagens, ao vivo, do estúdio.

### Horário de transmissão
A transmissão se iniciava às 17hs. Logo foi transferido às 12hs baixo a condução dos irmãos Arturo e Humberto Rubin, e a esposa do ultimo, Gloria. Também se encontrava Armando Rubin, pioneiro dos teleteatros, ao vivo.

### Vídeo-Tape
Em 1971, chega a primeira equipe profissional do vídeo tape, começando a emitir telenovelas argentinas, entre elas a popular “Simplemente María”. Mesmo que já se podería gravar localmente, a equipe de vídeo tape era de grande tamanho, peso e requerimentos elétricos, sem poder mover-se do estúdio. As telenovelas argentinas (Desesperadamente Vivir e Simplemente María) já foram ao ar em 1967.

### Conexão de microondas
Com a chegada da primeira equipe de microondas se transmitiram programas nacionais desde exteriores, tanto ao vivo como para gravar, como posteriormente a emissão.

### Primeira telenovela paraguaia
Transmitiram series norte-americanas, telenovelas argentinas, mexicanas e brasileiras. Foi feita a 1ª telenovela gravada em vídeo “Magdalena de la Calle”.

### TV em Cores
Em 1978, foram realizadas as primeiras transmissões de imagem em cores com as partidas da Mundial de Futebol da Argentina.

### Estação Terrena Areguá
Com a Estação Terrena de Areguá, reciberam as primeiras transmissões de satélites. As transmissões em cores vão ocupando às de preto-e-branco, nos inícios da anos 80.

### Notícias
Miguel Ángel Rodríguez e Pelusa Rubin como apresentadores, e Manuel Cuenca na função de repórter, participaram do tradicional notícias dirigido por Héctor Velázquez e Susana Ibáñez Rojas, transmitido em cadeia nacional, através da rede de microondas da empresa telefônica estatal. Mais tarde sucede o mesmo com a programação completa.